# Biostar
Die Biostar Microtech International Corp. ist ein taiwanisches Unternehmen der Computerbranche.

## Geschichte
Das Unternehmen wurde 1986 gegründet, hat seinen Hauptsitz in Taipeh und Niederlassungen in der EU, den USA und in der Volksrepublik China.

## Produkte
Es ist insbesondere auf die Herstellung von Mainboards, Grafikkarten und Small-Form-Factor-PCs spezialisiert.